# کاملا آشفته
« کاملاً آشفته» (به انگلیسی: All Shook Up) ترانه‌ای است با صدای الویس پریسلی و منتشر شده توسط شرکت موسیقی الویس پریسلی است. این ترانه در ۱۳ آوریل سال ۱۹۵۷ به رتبه نخست در لیست ۱۰۰ آهنگ داغ بیلبورد رسید. همچنین این ترانه به مدت چهار هفته در رتبه نخست بهترینها در چارت موسیقی ار اند بی قرار داشت ونیز در رتبه سوم در چارت موسیقی کانتری قرار گرفت. این ترانه در لیست ۵۰۰ ترانه برتر تمام اعصار رولینگ استون نیز در جایگاه ۳۵۲ قرار دارد.